# Radosław Zbierski
Radosław Zbierski (* 14. April 1988 in Kędzierzyn-Koźle) ist ein polnischer Volleyballspieler. Er spielt auf der Position Außenangriff/Libero.

## Erfolge Verein
Polnische Meisterschaft:
- 2013